# Elezioni per l'Assemblea dell'Irlanda del Nord del 2017
Le elezioni per l'Assemblea dell'Irlanda del Nord del 2017 si sono tenute il 2 marzo 2017; la consultazione si è tenuta per eleggere i membri dell'assemblea legislativa a seguito delle dimissioni del Vice Primo Ministro dell'Irlanda del Nord Martin McGuinness in protesta contro lo scandalo contro gli incentivi sul riscaldamento. Le dimissioni di McGuinness hanno scatenato la convocazione delle elezioni, come prevede la legge, in quanto la sua posizione non è stata ricoperta da altri. Si è trattato della sesta elezione dalla re-istituzione dell'Assemblea nel 1998 ed è stata la prima volta in cui sono stati eletti 90 deputati, contro i precedenti 108.
Per le elezioni si sono registrate 1.254.709 persone (26.886 in meno rispetto alle elezioni del 2016, il 2,1% in meno). Il 64,78% dei votanti registrati ha votato, con un incremento di circa 10 punti percentuali rispetto alle elezioni del 2016, ma 5 punti percentuali in meno rispetto alla prima elezione dell'Assemblea nel 1998.
Prima delle elezioni erano rappresentati otto partiti all'Assemblea: il Partito Unionista Democratico (DUP), Sinn Féin, il Partito Unionista dell'Ulster (UUP), il Partito Social Democratico e Laburista (SDLP), il Partito dell'Alleanza dell'Irlanda del Nord, i Verdi, Popolo Prima del Profitto (PBP), e Traditional Unionist Voice (TUV). Era presente anche un deputato unionista indipendente.

## Risultati
| Partito | Partito               | Leader           | Candidati | Seggi ottenuti | Variazione dal 2016 (in termini assoluti) | Variazione (in termini relativi) | Voti (1° pref.) | % voti (1° pref.) | Variazione |
| ------- | --------------------- | ---------------- | --------- | -------------- | ----------------------------------------- | -------------------------------- | --------------- | ----------------- | ---------- |
|         | DUP                   | Arlene Foster    | 38        | 28             | 10                                        | 5                                | 225.413         | 28,1%             | 1,1%       |
|         | Sinn Féin             | Gerry Adams      | 34        | 27             | 1                                         | 4                                | 224.245         | 27,9%             | 3,9%       |
|         | SDLP                  | Colum Eastwood   | 21        | 12             | 0                                         | 1                                | 95.958          | 11,9%             | 0,1%       |
|         | UUP                   | Mike Nesbitt     | 24        | 10             | 6                                         | 1                                | 103.314         | 12,9%             | 0,3%       |
|         | Alliance              | Naomi Long       | 21        | 8              | 0                                         | 0                                | 72.717          | 9,1%              | 2,1%       |
|         | Verdi                 | Steven Agnew     | 18        | 2              | 0                                         | 0                                | 18.527          | 2,3%              | 0,4%       |
|         | TUV                   | Jim Allister     | 14        | 1              | 0                                         | 0                                | 20.523          | 2,6%              | 0,9%       |
|         | PBPA                  | Eamonn McCann    | 2         | 1              | 1                                         | 0                                | 14.100          | 1,8%              | 0,2%       |
|         | PUP                   | Billy Hutchinson | 0         | —              | 0                                         | 0                                | 5.590           | 0,7%              | 0,2%       |
|         | NI Con.               | Theresa May      | 13        | —              | 0                                         | 0                                | 2.399           | 0,3%              | 0,1%       |
|         | Alternativa Laburista | Owen McCracken   | 4         | —              | 0                                         | 0                                | 2.009           | 0,3%              | 0          |
|         | UKIP                  | Paul Nuttall     | 1         | —              | 0                                         | 0                                | 1.579           | 0,2%              | 1,3%       |
|         | CISTA                 | Barry Brown      | 3         | —              | 0                                         | 0                                | 1.273           | 0,2%              | 0,2%       |
|         | Lavoratori            | John Lowry       | 5         | —              | 0                                         | 0                                | 1.261           | 0,2%              | 0          |
|         | Indipendenti          | —                | 22        | 1              | 0                                         | 1                                | 14.407          | 1,8%              | 1,5%       |
|         | TOTALE                |                  |           | 90             | 18                                        | 0                                | 803.315         |                   |            |